# Euploea mathewi
Euploea mathewi är en fjärilsart som beskrevs av Poultin 1924. Euploea mathewi ingår i släktet Euploea och familjen praktfjärilar. Inga underarter finns listade i Catalogue of Life.